# Дёниц, Ганс-Иоахим
Ганс-Иоахим Дёниц (нем. Hans-Joachim Dönitz; 26 июня 1934, Лейпциг — 31 декабря 2010) — военно-морской деятель ГДР, в 1983—1987 годах заместитель командующего Фольксмарине по боевой подготовке, контр-адмирал (1980).

## Биография
Из семьи торгового представителя. После окончания школы учился в 1948—1952 годах по специальности торгового представителя. 12 мая 1952 года поступил на службу в Морскую народную полицию, предшественницу ВМС ГДР. В 1952—1954 годах проходил обучение в Высшей офицерской школе ВМС в Штральзунде. После его окончания до 1956 года служил офицером по оперативной работе в береговом районе Зассниц (Küstenabschnitt Sassnitz). В 1956—1959 годах проходил обучение на военно-морских курсах в СССР. В 1957 году вступил в СЕПГ. В 1959—1961 годах служил штурманом в отряде минных тральщиков (Minenleg- und Räum-Abteilung), а затем до 1962 года был старшим офицером по навигации и старшим инженером в отделе по боевой подготовке Фольксмарине. После этого короткое время он служил сначала начальником штаба и штурманом в дивизионе охотников за ПЛ (Stabschef und Navigationsoffizier der U-Boot-Jagdabteilung) в 4-й флотилии, базировавшейся на Варнемюнде, а затем начальником штаба бригады торпедных катеров в 6-й флотилии на острове Рюген. В 1963—1965 годах сам командовал бригадой торпедных катеров в 6-й флотилии фольксмарине. В 1965—1968 годах он проходил обучение в Военно-морской академии им. К. Е. Ворошилова в Ленинграде. После возвращения Дёница из Советского Союза его карьера на длительное время снова оказалась связанной с 6-й флотилией Фольксмарине. Первоначально он занял пост командира бригады торпедных катеров (Chef der Torpedo-Schnellboot-Brigade der 6. Flottille). В 1971 году стал начальником штаба и заместителем командира флотилии, а 1 декабря 1974 года капитан цур зе Дёниц сам возглавил 6-ю флотилию Фольксмарине, сменив на этом посту капитана цур Зее Теодора Хофмана, будущего последнего Министра Национальной Обороны ГДР. Он занимал эту должность до 1 мая 1983 года. В рамках празднования 31-й годовщины образования ГДР 7 октября 1980 года ему было присвоено звание контр-адмирала. В 1983—1987 годах Дёниц служил заместителем начальника по боевой подготовке в командовании фольксмарине (Stellvertretender Chef für Ausbildung und Leiter der Abteilung für Gefechtsausbildung im Kommando der Volksmarine). В 1987 году Дёниц был переведён в Министерство Национальной Обороны и занял должность руководителя инспекции фольксмарине в управлении Инспекций при Министерстве Национальной обороны (Leiter des Inspektionsbereichs Volksmarine in der Verwaltung Inspektion). 30 сентября 1990 года был уволен в отставку.

## Воинские звания
- контр-адмирал — 7 октября 1980 года

## Награды
- Орден «За заслуги перед Отечеством» в бронзе
- Военный орден «За заслуги перед народом и Отечеством» в серебре